# 拉爾戈
42°41′51.36″N 23°19′24.03″E / 42.6976000°N 23.3233417°E

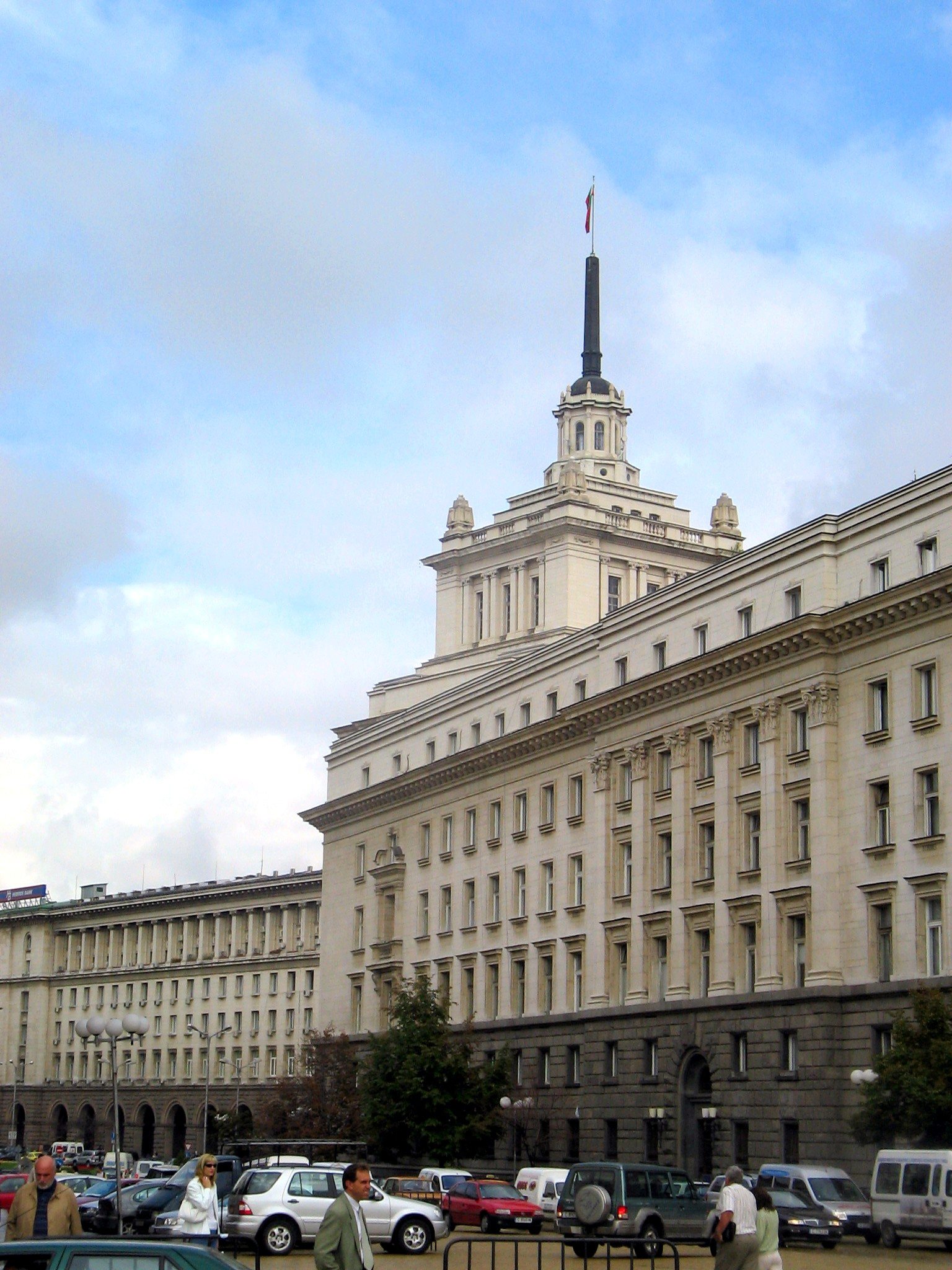

拉爾戈（羅馬化：Largo）是保加利亞首都索菲亞市中心的一個建築群。拉爾戈是三座史達林式建築的合稱，是索菲亞的地標，也是東南歐社會主義建築的代表。三座建築分佈是前保加利亞共產黨黨部大樓（現在是保加利亞國會的辦公樓）、TZUM百貨公司和保加利亞總理府。保加利亞在1951年宣布修建拉爾戈。